# Première église baptiste d'Amérique
La Première église baptiste d'Amérique (anglais : First Baptist Church in America) est une église baptiste de Providence, Rhode Island, aux États-Unis.  Elle est affiliée aux Églises baptistes américaines USA.

## Histoire

Intérieur du bâtiment de l’Église en 1933

L'église est fondée en 1638 par le pasteur anglais  Roger Williams à Providence dans sa maison,,.  Comme son nom l’indique, c'est la première église baptiste en Amérique. En 1700, le premier bâtiment de l’église est inauguré . Le bâtiment actuel a été achevé en 1775 .